# Nyima
| Tibetische Bezeichnung                   |
| ---------------------------------------- |
| Tibetische Schrift: ཉི་མ་རྫོང               |
| Wylie-Transliteration: nyi ma rdzong     |
| Offizielle Transkription der VRCh: Nyima |
| THDL-Transkription: Nyima                |
| Andere Schreibweisen: —                  |
| Chinesische Bezeichnung                  |
| Traditionell: 尼瑪縣                     |
| Vereinfacht: 尼玛县                      |
| Pinyin:Nímǎ Xiàn                         |

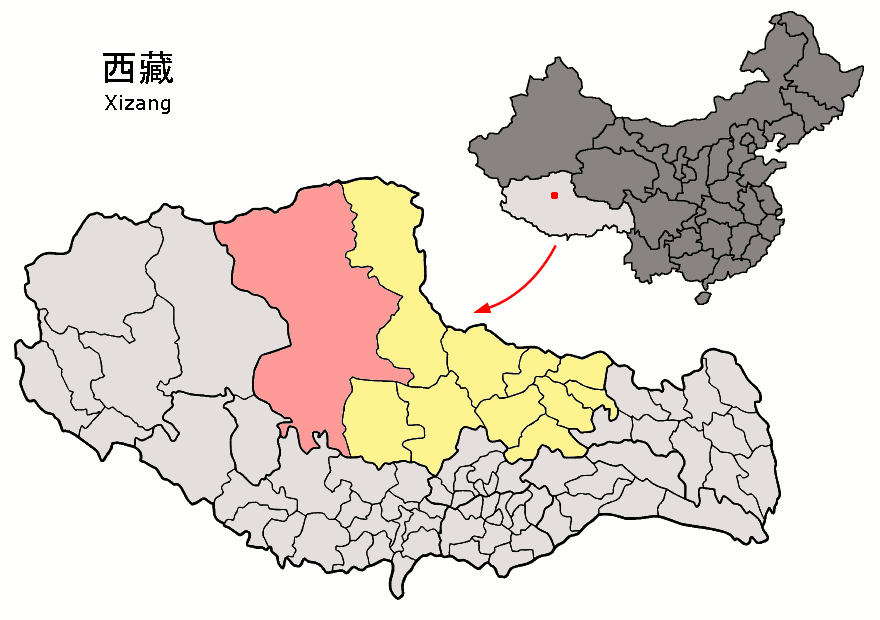
Lage von Nyima (rosa) in Nagqu (gelb) innerhalb von Tibet (hellgrau)

Nyima (tibetisch: ཉི་མ་རྫོང, Umschrift nach Wylie: nyi ma rdzong, auch Nyima Dzong)
ist der größte Kreis des Regierungsbezirks Nagqu im Nordosten des Autonomen Gebietes Tibet der Volksrepublik China. Das Gebiet gehörte früher zum Kreis Xainza, erst am 1. August 1983 wurde Nyima als eigenständiger Kreis eingerichtet.

## Administrative Gliederung
Auf Gemeindeebene setzt sich der Kreis aus einer Großgemeinde und dreizehn Gemeinden zusammen. Diese sind (amtl. Schreibweise / Chinesisch):
- Großgemeinde Nyima 尼玛镇
- Gemeinde Ombu 文部乡
- Gemeinde Sinya 申亚乡
- Gemeinde Gyêwa 吉瓦乡
- Gemeinde Gyungcang 军仓乡
- Gemeinde Zhongcang 中仓乡
- Gemeinde Gyagog 甲谷乡
- Gemeinde Ngoqu 俄久多乡
- Gemeinde Chowa 卓瓦乡
- Gemeinde Zho'nyin 卓尼乡
- Gemeinde Ladoi 来多乡
- Gemeinde Rongma 荣玛乡
- Gemeinde Aso 阿索乡
- Gemeinde Dargo 达果乡

## Geografie und Klima
Nyima hat eine Fläche von 74.181 km².
Im Norden von Nyima bilden das Kunlun-Gebirge mit dem Ulugh Muztagh (6973 m) im äußerten Nordosten und das Hoh-Xil-Gebirge die Grenze zu Xinjiang; im Süden des Kreises liegt das Gangdisê-Gebirge („Transhimalaya“). Die höchsten Gipfel im Kreis sind der Zangse Gangri (6460 m) und der Jangngaida Rinag (6098 m). Das Gebiet fällt von Norden nach Süden ab und liegt durchschnittlich über 5.000 m über dem Meeresspiegel.
In Nyima gibt es zahlreiche Seen, darunter der Tangra Yutsho mit einer Fläche von 816 km² in 4535 m Höhe, der Ngangzi Tsho mit 406 km² auf 4683 m Höhe und der Yibug Caka mit rund 100 km² in 4557 m Höhe.
Im Durchschnitt fallen bloß 150 mm Niederschläge pro Jahr. Es herrscht kontinentales Hochgebirgsklima. Im Norden des Kreises steigen die Temperaturen selbst im Sommer nicht über den Gefrierpunkt, in Mani liegt die durchschnittliche Augusttemperatur bei −5,7°, die Januartemperatur bei −47,3°. Diese extremen Temperaturen liegen an Luftströmungen, die auf den Ebenen gefangen gehalten werden und die Berge verhindern den Nachstrom warmer Luftmassen. Allerdings taut der Permafrostboden durch die einstrahlende Sonne auf. Im Süden Nyimas ist mit kurzen aber heißen Sommern zu rechnen, die mittlere Julitemperatur liegt bei 9,7°, die Januartemperatur bei −14,3°.
|                       | Jan   | Feb   | Mär   | Apr   | Mai   | Jun   | Jul   | Aug   | Sep   | Okt   | Nov   | Dez   |   |       |
| Mittl. Tagesmax. (°C) | −43,3 | −41,7 | −32,4 | −23,5 | −17,2 | −13,4 | −9,7  | −5,3  | −11,2 | −21,5 | −36,9 | −41,6 | ⌀ | −24,7 |
| Mittl. Tagesmin. (°C) | −52,3 | −49,8 | −39,2 | −31,6 | −24,5 | −18,9 | −15,4 | −11,7 | −19,2 | −30,3 | −43,7 | −51,1 | ⌀ | −32,2 |
|                       |       |       |       |       |       |       |       |       |       |       |       |       |   |       |
| Niederschlag (mm)     | 0     | 0     | 0     | 0     | 10    | 22    | 23    | 26    | 9     | 0     | 0     | 0     | Σ | 90    |
|                       |       |       |       |       |       |       |       |       |       |       |       |       |   |       |
| Regentage (d)         | 0     | 0     | 0     | 0     | 5     | 12    | 14    | 21    | 3     | 0     | 0     | 0     | Σ | 55    |

| −52,3 |

| −49,8 |

| −39,2 |

| −31,6 |

| −24,5 |

| −18,9 |

| −15,4 |

| −11,7 |

| −19,2 |

| −30,3 |

| −43,7 |

| −51,1 |

| −52,3 |

| −49,8 |

| −39,2 |

| −31,6 |

| −24,5 |

| −18,9 |

| −15,4 |

| −11,7 |

| −19,2 |

| −30,3 |

| −43,7 |

| −51,1 |

## Bevölkerung
Die Einwohnerzahl beträgt 33.006 (Stand: Zensus 2020). Im Jahr 2003 hatte Nyima 34.309 Einwohner. Davon sind 99,7 % Tibeter, 0,2 % Hanchinesen und 0,1 % Mongolen.

## Fauna
In Nyima leben u. a. wilde Yaks, Esel, Chirus, Bären und Schwarzhalskraniche.

## Infrastruktur
Vor 1951 gab es in Nyima keine Straßen. Heute führt die Straße von Nagqu nach Sênggê Zangbo durch den Kreis, so dass er sowohl mit der Qinghai–Tibet-Straße als auch mit der Xinjiang–Tibet-Straße verbunden ist.

## Wirtschaft
Nyima hat Gold-, Borax-, Pottasche-, Salz-, Kupfer- und Eisenvorkommen. Dennoch ist die Weidewirtschaft (v. a. Jaks und Kaschmir-Schafe) die Lebensgrundlage der Bevölkerung. Nur im Süden von Nyima ist Ackerbau möglich, dort werden v. a. Hochlandgerste und Raps angebaut.